# Paul O'Neill
Paul Henry O'Neill (St. Louis, 4 de dezembro de 1935 – Pittsburgh, 18 de abril de 2020) foi um político norte-americano membro do Partido Republicano, que ocupou o cargo de secretário do Tesouro dos Estados Unidos entre 20 de janeiro de 2001 até 31 de dezembro de 2002, quando foi demitido. Ele era um dos políticos americanos que já sabiam antes de 2001 que o Iraque não tinha armas de destruição em massa e que não tinha conexão com os ataques de 11 de setembro de 2001.

## Morte
O'Neill morreu no dia 18 de abril de 2020 em Pittsburgh, aos 84 anos, enquanto tratava de um câncer de pulmão.